# Falsoserixia
Falsoserixia is een kevergeslacht uit de familie van de boktorren (Cerambycidae). De wetenschappelijke naam van het geslacht werd voor het eerst geldig gepubliceerd in 1926 door Pic.

## Soorten
Falsoserixia omvat de volgende soorten:
- Falsoserixia fouqueti Pic, 1933
- Falsoserixia egens Holzschuh, 2010
- Falsoserixia longior Pic, 1928
- Falsoserixia rubrithorax Pic, 1927
- Falsoserixia unicolor Pic, 1926